# Smok tańczy dla Chung Fonga
Smok tańczy dla Chung Fonga – opowiadanie Mai Lidii Kossakowskiej opublikowane w 2006 w antologii Księga smoków wydawnictwa Runa.
W 2006 opowiadanie zostało nagrodzone Nagrodą Zajdla.  
Pokrótce zrecenzował je Eryk Remiezowicz w swojej recenzji antologii Księga smoków dla Esensji, pisząc, że opowiadanie przedstawia "zderzenie pochodzącego z wypranego z przesądów Zachodu zawodowego mordercy z pełnym mistyki Wschodem i nadprzyrodzonym szczęściem tamtejszego gangstera", i że jest to "Tekst wciągający, oparty na ładnym pomyśle, na pewno wart przeczytania". 
Przyznanie nagrody Zajdla opowiadaniu skrytykował Paweł Matuszek w Nowej Fantastyce, pisząc, że "znowu solidne rzemiosło wygrało z pomysłowością i oryginalnością", co zostało zinterpretowane jako krytyka przyznawania nagrody dziełom mniej wartościowym ale popularnym.
Opowiadanie powstało z powodu inspiracji pisarki Tajlandią.